# Toffe Jongens onder de Mobilisatie
Toffe Jongens onder de Mobilisatie is een Nederlandse stomme film uit 1914 onder regie van Jan van Dommelen. Het was een filmreeks van vier delen, die op vier achtereenvolgende weken werden uitgebracht. Er is echter enkel informatie teruggevonden uit het eerste deel, waarin twee soldaten en twee vrouwen elkaar aankleden. Uit het eerste deel bestaat tegenwoordig nog een fragment.

## Rolbezetting
| Acteur                           | Personage          |
| -------------------------------- | ------------------ |
| Annie Bos                        | Adèle              |
| Louis van Dommelen               | Baron              |
| Nelly de Heer                    | Directrice         |
| Sien de la Mar-Kloppers          | Angèle             |
| Roosje Ménagé-Challa             | Vriendin van Adèle |
| Catharina Kinsbergen-Rentmeester |                    |
| Jan van Dommelen                 | Vader van Adèle    |
| Alex Benno                       | Kapitein           |
| Christine van Meeteren           |                    |